# 克利夫頓帕克 (紐約州)
克利夫頓帕克（英語：Clifton Park）是一個位於美國紐約州薩拉托加縣的鎮。
它是纽约州锡拉丘兹以东、斯克内克塔迪以北最大的城市。该镇的名字来源于早期的土地专利。该镇位于萨拉托加县南部，奥尔巴尼以北约 12 英里（19 公里），斯克内克塔迪东北 7 英里（11 公里），萨拉托加斯普林斯以南 10 英里（16 公里）。

## 人口
根據2020年美國人口普查的數據，克利夫頓帕克的面積為130.03平方千米，當中陸地面積為124.84平方千米，而水域面積為5.19平方千米。當地共有人口38029人，而人口密度為每平方千米292人。